# (3002) Delasalle
(3002) Delasalle (1982 FB3) – planetoida z grupy pasa głównego asteroid okrążająca Słońce w ciągu 3,35 lat w średniej odległości 2,24 j.a. Odkryta 20 marca 1982 roku.